# 莲花二村
莲花二村是深圳市住宅局投资建设的一个福利房住宅区，位于福田区红荔路上，与深圳莲花山公园一路之隔。该住宅区由东侧的皇岗路、南侧的红荔西路、西侧的彩田路、北侧的莲心路围构而成，总占地面积163476m2，于1990年竣工。

## 历史
莲花二村地处深圳市福田区华富街道，设计套数2834套住房，多层住宅44栋、高层住宅1栋、单身公寓2栋（楼栋编号45-46）、高层公寓1栋。该住宅区与1989年开发建设，1990年竣工，1991年入伙。住宅区之中楼栋编号为39栋的公寓属于廉租房。

## 设施
- 莲花二村游泳池（8赛道）
- 莲花二村网球场
- 莲花二村社区健康服务中心
- 莲花中学
- 莲花二村幼儿园
- 莲花二村菜市场
- 莲花二村门球场
- 电动汽车充电桩[4]

## 交通
- 深圳地铁3号线（双龙-益田线）莲花村（C出口）
- 彩田路南往北莲花二村站：398线路
- 红荔路东往西莲花二村站：10路、25路、64路、67路、75路、104路、108路、111路、123路、215路、228路、237路、322路、333路、339路、357路、371路、379路、383路、 K105路、M372路、M374路、M383路、M389路
- 公共自行车租赁：在莲花二村外围的红荔路-彩田路交界、莲心路-彩田路交界（HF11，莲花一村外围[5]）、莲心路-皇岗路交界均有福田区公共自行车租赁。

## 物业管理
莲花物业

## 周边
- 莲花山公园
- 田面花卉世界
- 关山月美术馆
- 美莲小学
- 莲花小学
- 中国建设银行深圳莲花山支行
- 深圳市公安交通警察局停车场管理科-

## 荣誉
- 广东省宜居社区（2010年）[6]
- 全国优秀住宅示范小区[來源請求]

## 风波
莲花二村多层建筑一楼原设计用于摆放自行车的架空层，被改造为出租屋，直至2013年媒体的追踪报道里，这些改造一直没有处理结果。
在深圳市住建局2013年组织的保障房消防安全排查整治中，测试人员开启莲花二村莲花大厦旁的一处消防栓使用了超过7分钟。